# حروب سورية
الحروب السورية هي سلسلة من ستة حروب بين الإمبراطورية السلوقية والمملكة البطلمية في مصر، وهما الدولتان اللتان خلفتا إمبراطورية الإسكندر الأكبر، خلال القرنين الثالث والثاني قبل الميلاد على المنطقة التي كانت تسمى حينها سوريا الجوفاء، وهي إحدى الدروب القليلة إلى مصر. استنزفت هذه الصراعات الموارد والقوى البشرية لكلا الطرفين وأدت إلى تدميرهما وغزوهما في نهاية المطاف على يد روما وبارثيا. ذُكرت هذه الحروب بإيجاز في أسفار المكابيين [الإنجليزية] في الكتاب المقدس.

## نبذة تاريخية
أصبحت سوريا الجوفاء في البداية تحت حكم أنتيغونوس الأول مونوفثالموس خلال حروب ملوك الطوائف بعد وفاة الإسكندر. استغل بطليموس الأول سوتر، الذي توج نفسه ملكاً على مصر قبل أربع سنوات، الأحداث المحيطة بمعركة إبسوس للسيطرة على المنطقة في 301 ق.م.. ومع ذلك، فقد خصص المنتصرون في معركة إبسوس منطقة سوريا الجوفاء لحليف بطليموس السابق سلوقس الأول نيكاتور، مؤسس الإمبراطورية السلوقية. ولم يقم سلوقس، الذي ساعده بطليموس أثناء صعوده إلى السلطة، بأي عمل عسكري لاستعادة المنطقة. ولكن بمجرد وفاة كلاهما، تورط خلفاؤهما في الحروب.

## الحرب السورية الأولى (274–271 ق.م.)
واجه بطليموس الثاني بعد عقد من حكمه، الملك السلوقي أنطيوخوس الأول، الذي كان يحاول توسيع ممتلكات إمبراطوريته في سوريا والأناضول. أثبت بطليموس أنه حاكم قوي وقائد ماهر. بالإضافة إلى ذلك، أدى زواجه الأخير من أخته أرسينوي الثانية ملكة مصر إلى استقرار البلاط المصري المضطرب، مما سمح لبطليموس بتنفيذ حملته بنجاح.
كانت الحرب السورية الأولى بمثابة انتصار كبير للبطالمة. استولى أنطيوخوس على المناطق التي كان يسيطر عليها البطالمة في ساحل سوريا وجنوب الأناضول في اندفاعه الأولي. لكن بطليموس استعاد هذه المناطق بحلول 271 ق.م.، ووسع حكم البطالمة حتى كاريا ومعظم قيليقية. مع تركيز انتباه بطليموس نحو الشرق، أعلن أخوه غير الشقيق ماغاس استقلال مقاطعة برقة التابعة. والتي ظلت مستقلة حتى 250 ق.م.، عندما أعيد ضمها إلى المملكة البطلمية ولكن ليس قبل أن يؤدي ذلك إلى سلسلة من المؤامرات في البلاط البطلمي والسلوقي، بجانب الحرب، وقاد في النهاية إلى زواج ثيوس من برنيكي سيرا.

## الحرب السورية الثانية (260–253 ق.م.)
خلف أنطيوخوس الثاني والده في 261 ق.م.، وبذلك بدأ حرباً جديدة للاستيلاء على سوريا. حيث توصل إلى اتفاق مع الملك الأنتيغوني وقتها في مقدونيا، أنتيغونوس الثاني غوناتاس، الذي كان مهتماً أيضاً بطرد بطليموس الثاني من بحر إيجة. شن أنطيوخوس الثاني هجوماً بدعم من مقدونيا على الأملاك البطلمية في آسيا.
لقد ضاعت معظم المعلومات حول الحرب السورية الثانية. ومن الواضح أن أسطول أنتيغونوس هزم أسطول بطليموس في معركة كوس في 261 ق.م.، مما أدى إلى تقليص القوة البحرية البطلمية. ويبدو أن بطليموس قد فقد أرضه في قيليقية، وبامفيليا، وإيونية، بينما استعاد أنطيوخوس ملطية وأفسس. توقفت مشاركة مقدونيا في الحرب عندما انشغل أنتيغونوس بتمرد كورنث وخالكيذا في 253 ق.م.، والذي ربما حرض عليه بطليموس، بالإضافة إلى زيادة نشاط العدو على طول الحدود الشمالية لمقدونيا.
انتهت الحرب حوالي 253 ق.م. بزواج أنطيوخوس من برنيكي سيرا ابنة بطليموس. طلق أنطيوخوس عن زوجته السابقة، لاوديس [الإنجليزية]، ومنحها مُلكاً كبيراً. لكنه توفي مسموماً على يدها في أفسس في 246 ق.م. وفقاً لبعض المصادر،[بحاجة لمصدر] وتوفي بطليموس الثاني في نفس العام.

## الحرب السورية الرابعة (219–217 ق.م.)
تعهد أنطيوخوس الثالث الكبير (241-187 ق.م.)، عند توليه العرش السلوقي في 223 ق.م.، بمهمة استعادة الممتلكات الإمبراطورية المفقودة لسلوقس الأول نيكاتور والتي امتدت من المملكة الإغريقية البخترية في الشرق، ومضيق الدردنيل في البحر المتوسط شمالاً، وسوريا جنوباً.  فأعاد السيطرة السلوقية على ميديا وبلاد فارس بحلول 221 ق.م.، والتي كانت في حالة تمرد. ثم وجه الملك الطموح نظره نحو سوريا ومصر.
كانت مصر ضعيفة للغاية بسبب مؤامرات البلاط والاضطرابات العامة. بدأ حكم بطليموس الرابع فيلوباتور حديث العهد بالمنصب (حكم من 221 إلى 204 ق.م.) بمقتل الملكة الأم برنيكي الثانية. وسرعان ما وقع الملك الشاب تحت التأثير المطلق لرجال الحاشية الإمبراطورية. استخدم وزراؤه سلطتهم المطلقة لتحقيق مصالحهم الشخصية، مما أثار سخط العامة الشديد.
سعى أنطيوخس إلى الاستفادة من هذا الوضع الفوضوي. وفي النهاية بدأ الحرب السورية الرابعة في 219 ق،م. بعد فشل غزو 221 ق.م. واستعاد سلوقية بييريا وكذلك مدن فينيقية، من بينها صور. مكث أنطيوخوس في فينيقيا لأكثر من عام، بدلاً من غزو مصر مباشرةً، لتوطيد أراضيه الجديدة والاستماع إلى المقترحات الدبلوماسية من المملكة البطلمية.
بدأ سوسيبيوس [الإنجليزية] وزير بطليموس في تجنيد وتدريب الجيش في الوقت نفسه. لم يكتف سوسيبيوس بتجنيد السكان اليونانيين المحليين، كما كانت الجيوش الهلنستية عامةً، ولكن جند المصريين الأصليين أيضاً، حيث جند ما لا يقل عن ثلاثين ألفاً من السكان الأصليين في فيالق. لقد أتى هذا الابتكار ثماره، لكن كان له في النهاية عواقب وخيمة على الاستقرار البطلمي. اشتبك بطليموس مع أنطيوخوس وهزمه في معركة رفح في صيف 217 ق.م.، وهي أكبر معركة منذ معركة إبسوس قبل أكثر من ثمانين عامًا.
حافظ انتصار بطليموس على سيطرته على سوريا الجوفاء، ورفض الملك الضعيف التقدم أكثر داخل إمبراطورية أنطيوخس، حتى لاستعادة سلوقية بييريا. استمرت المملكة البطلمية في الضعف على مدى السنوات التالية، حيث عانت من مشاكل اقتصادية وتمردات. تطورت المشاعر القومية بين المصريين الأصليين الذين قاتلوا في رفح. ولأنهم واثقون ومدربون جيداً، انشقوا عن بطليموس فيما يُعرف بالثورة المصرية، وأنشأوا مملكتهم الخاصة في صعيد مصر والتي استعادها البطالمة أخيراً حوالي 185 ق.م.

## الحرب السورية الخامسة (202–195 ق.م.)
أعقب وفاة بطليموس الرابع في 204 ق.م. صراع دموي على الوصاية حيث كان وريثه بطليموس الخامس مجرد طفل. بدأ الصراع بمقتل زوجة الملك المتوفى وأخته أرسينوي على يد الوزيرين أغوثوكليس [الإنجليزية] وسوسيبيوس. لا يُعرف مصير سوسيبيوس، ولكن يبدو أن أغوثوكليس احتفظ بالوصاية لبعض الوقت حتى أعدمه الغوغاء الإسكندريين المتقلبين من غير محاكمة. انتقلت الوصاية من مستشار إلى آخر، وكانت المملكة في حالة شبه من الفوضى.
غزا أنطيوخس الثالث سوريا الجوفاء ثانياً، سعياً للاستفادة من هذا الاضطراب. وأقنع فيليب الخامس المقدوني بالانضمام إلى الحرب واحتلال أراضي البطالمة في آسيا الصغرى - وهي الإجراءات التي أدت إلى الحرب المقدونية الثانية بين مقدونيا والرومان. اجتاح أنطيوخس المنطقة بسرعة وبعد نكسة قصيرة في غزة، وجه ضربة ساحقة إلى البطالمة في معركة بانيوم بالقرب من منبع نهر الأردن، مما أكسبه ميناء صيدا المهم.
وصل مبعوثون رومان إلى فيليب وأنطيوخس يطالبونهم بالامتناع عن غزو مصر في 200 ق.م. حتى لا يعاني الرومان من أي انقطاع في استيراد الحبوب من مصر، وهو أمر أساسي لدعم العدد الهائل من السكان في إيطاليا. وبما أن أياً من الملكين لم يخطط لغزو مصر نفسها، فقد امتثلوا عن طيب خاطر لمطالب روما. أكمل أنطيوخوس إخضاع سوريا الجوفاء في 198 ق.م. واستمر في مداهمة معاقل بطليموس الساحلية المتبقية في كاريا وقيليقية.
دفعت النزاعات في مملكة بطليموس إلى البحث عن نتيجة سريعة وغير مواتية. خلقت الحركة القومية، التي بدأت قبل الحرب مع الثورة المصرية وتوسعت بدعم من الكهنة المصريين، اضطراباً وفتنة في جميع أنحاء المملكة. أدت المشاكل الاقتصادية إلى قيام حكومة البطالمة بزيادة الضرائب، الأمر الذي أدى بدوره إلى تغذية الروح القومية. وقع بطليموس معاهدة صلح مع أنطيوخوس في 195 ق.م. من أجل التركيز على الجبهة الداخلية، تاركاً سوريا الجوفاء في حيازة الملك السلوقي كما وافق على الزواج من ابنته كليوباترا الأولى.

## الحرب السورية السادسة (170–168 ق.م.)

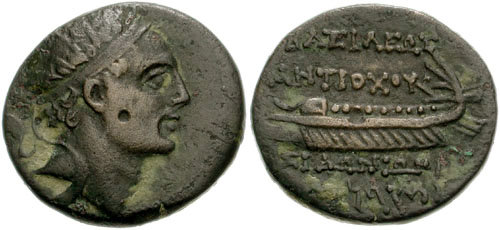
عملة من صيدا لأنطيوخوس الرابع، تصور قادس منتصرة.

### خلفية تاريخية (195-170 ق.م.)
لم يكن لدى السلوقيين رغبة كبيرة في التورط في حرب جديدة مع البطالمة. وبعد خسارة الحرب الرومانية السلوقية، اضطروا إلى دفع تعويض ضخم فرضته عليهم الجمهورية الرومانية في معاهدة أفاميا [الإنجليزية] في 188 ق.م. لقد كانوا يسيطرون بالفعل على سوريا الجوفاء، وانشغلوا بصد الإمبراطورية الفرثية الصاعدة في الشرق.
أدت المعارضة الداخلية والتمردات إلى إضعاف البطالمة مع مرور الوقت. تضاءلت قوة النظام الملكي خاصةً، ونما تأثير الأرستقراطيين ذوي المكانة العالية في الإسكندرية، كما نمت قوة الحركات القومية المصرية. يبدو أن بطليموس الخامس كان ينوي جمع الأموال لتمويل محاولة استعادة سوريا الجوفاء، لكنه توفي بشكل غير متوقع في 180 ق.م؛ في أجواء جنون العظمة السائدة في تلك الحقبة، افترض الكثيرون أنه قد مات مسموماً، ربما على يد رجال البلاط الراغبين في الحفاظ على السلام وتجنب الضرائب أو الرسوم لتمويل الحرب، أو لأنهم يفضلون ملكاً شاباً ووصياً يسهل التلاعب به. فضلت الوصية كليوباترا الأولى، فصيل السلام في البلاط، سواء لأنها ترى أن الحرب غير مجدية، أو بسبب ولائها الباقي للأسرة المالكة السلوقية التي انحدرت منها. توفيت كليوباترا الأولى في 176 ق.م.، لكن ابنها الأكبر بطليموس السادس فيلوميتور كان لا يزال يبلغ من العمر 10 سنوات فقط، مما تتطلب استمرار الوصاية. أصبح الخصي أولايوس والعبد لينيوس، وصيين على ملك مصر الشاب، من المرجح أن ذلك كان بمثابة حل وسط بين الفصائل المصرية ذات الصلة التي لم تتحمل رؤية منافس على العرش قد يكون لديه الدعم والنسب للمطالبة به منهم. تزوج الشاب بطليموس السادس، في ظل الوصيين، من أخته كليوباترا الثانية والتي أُعلنت شريكة في الحكم.

### الحرب السادسة
كانت أسباب الصراع الجديد غامضة. تدهورت العلاقات بين القوتين، حيث أرسل كل منهما مبعوثين إلى روما لطلب الدعم العسكري ضد الآخر حتى قبل بدء الحرب (ثم تعثر ذلك خلال الحرب المقدونية الثالثة). أٌعلن الأخ الأصغر لبطليموس بطليموس الثامن فيسكون حاكماً مشاركاً أيضاً من أجل تعزيز وحدة مصرفي 170 ق.م. تراوح أعمار الأشقاء الثلاثة بين 10 و16 سنة. يبدو أن الوصيين البطلميين أوليوس ولينيوس حرضوا على إعلان الحرب رسمياً على الحاكم السلوقي أنطيوخوس الرابع إبيفانيس، في حين أن الأسباب لا تزال غير واضحة تماماً. ربما كان ذلك بسبب الرغبة في إيجاد قضية موحدة لحشد الدولة حولها، وربما بسبب المكاسب السياسية للفصيل المؤيد للحرب، ومن المحتمل أن يكون متأثراً بسوء فهم كبير لمدى سهولة الانتصار في مثل هذه الحرب. تلقى أنطيوخس الرابع أنباء الاستعدادات المصرية للحرب بينما كان يعد قواته في صور في يوليو وأغسطس 170 ق.م. وتمكن من الوصول إلى مدينة بيلوسيوم الإستراتيجية المهمة في نوفمبر 170 ق.م. في الوقت الذي تحرك فيه الجيش البطلمي من بيلوسيوم لبدء غزوه لسوريا الجوفاء، هزم السلوقيون الجيش البطلمي في صحراء سيناء، ربما بسبب المفاجأة المصرية من استعداد السلوقيين للقتال على الفور. تزايدت خسائر البطالمة مع تراجعهم إلى بيلوسيوم، ولكن سرعان ما سقطت بيلوسيوم دون خسائر تذكر في الأرواح واستسلم الجيش البطلمي. وكانت بيلوسيوم هي البوابة إلى بقية مصر. وأصبحت خطوط الإمداد السلوقية آمنة بعد السيطرة عليها، وأضحت مصر في خطر شديد. استولى أنطيوخس على نقراطس وعسكر بالقرب من الإسكندرية، مما هدد باحتمال حصارها.
عانى المصريون من اضطرابات داخلية بسبب التقدم الضعيف في الحرب: أُطيح بأوليوس ولينيوس واستبدالهما بوصيين جديدين، كومانوس وسينياس. أُرسل مبعوثين للتفاوض على معاهدة سلام. أخذ أنطيوخوس بطليموس السادس (ابن أخيه) تحت وصايته، ربما بهدف جعل مصر دولة عميلة تابعة للسلطة السلوقية. تظهر السجلات الأثرية أنه حتى طيبة في الجزء الجنوبي من مصر قد احتلها جيش أجنبي (بالتأكيد السلوقيين) في أكتوبر 169 ق.م. إلا أن هذا الاحتلال لم يكن مقبولاً لدى أهل الإسكندرية الذين ردوا بإعلان بطليموس فيسكون ملكاً وحيداً. حاصر أنطيوخس الإسكندرية لكنه لم يتمكن من قطع الاتصالات عن المدينة، لذا، في أواخر خريف 169 ق.م.، سحب جيشه، تاركاً بطليموس السادس كملك منافس في منف. من المحتمل أن أنطيوخوس انسحب للتعامل مع الاضطرابات في فينيقيا داخل مملكته.
تم التصالح بين بطليموس السادس وشقيقه بطليموس فيسكون، في غياب أنطيوخس، ربما بعد صراع أهلي قصير. غضب أنطيوخس من فقدانه السيطرة على الملك، وغزا مصر مرة أخرى في 168 ق.م. أرسل المصريون إلى روما يطلبون المساعدة وأرسل مجلس الشيوخ جايوس بوبيليوس ليناس [الإنجليزية] إلى الإسكندرية. وفي هذه الأثناء، استولى الأسطول السلوقي على قبرص، واستولى جيش أنطيوخوس على منف مرة أخرى. وحتى أصدر مرسوماً رسمياً بصفته ملك مصري أثناء وجوده في منف. فشلت الجيوش البطلمية في خوض أي معارك ميدانية كبرى، وبدلاً من ذلك ظلت محصنة في مواقعها. حينها كان أنطيوخس مستعداً للزحف نحو العاصمة الإسكندرية مرة أخرى. لكنه التقى ببوبيليوس ليناس، في إليوسيس، على مشارف الإسكندرية، والذي كان صديقاً له أثناء إقامته في روما. وبدلاً من الترحيب الودي، عرض بوبيليوس على الملك إنذاراً نهائياً من مجلس الشيوخ الروماني: يجب عليه الانسحاب من مصر وقبرص على الفور. كانت روما قد هزمت المقدونيين مؤخراً في معركة بيدنا، مما يحتمل أن يطلق ذلك الجيوش التي يمكن أن تهدد السلوقيين بشكل وثيق. توسل أنطيوخس أن يمنحه وقت للتفكير، لكن بوبيليوس رسم دائرة حوله في الرمال بعصاه وطلب منه أن يقرر قبل أن يخرج خارجها. اختار أنطيوخس الانصياع للإنذار الروماني لتجنب حرب رومانية سلوقية جديدة، وهو التراجع الذي وصفه بوليبيوس بأنه مهين شخصياً لأنطيوخوس. أنهى «يوم إليوسيس» الحرب السورية السادسة وآمال أنطيوخس في احتلال الأراضي المصرية. ومع ذلك، فقد تضعضع البطالمة إلى حد كبير بسبب الحرب وكذلك الصراع بين بطليموس السادس والثامن. حاول متمرد يدعى ديونيسوس بيتروسارابيس استغلال العداء بين الأخوين بطليموس وبدء سلسلة من الثورات في الفترة من 168 إلى 164 ق.م.

## تدخل بطليموس السادس في حروب الأسرات السلوقية
تقاتل البطالمة وبعض السلوقيين مرة أخرى في 145 ق.م.، على الرغم من أن هذا القتال لا يصنف عادة بـ«الحرب السورية السابعة». بدأت الإمبراطورية السلوقية في السقوط في حالة من الفوضى الداخلية في 152 ق.م.، حيث شجع الرومان والبرجاميون [الإنجليزية]، الذين يسعون إلى زعزعة استقرار سوريا وإضعافها، ألكسندر بالاس على تقديم مطالبة عدائية على العرش ضد الملك ديمتريوس الأول سوتر. قام حلفاء ألكسندر بتمويله واستئجار المرتزقة نيابة عنه، وتمكن من كسب ولاء أولئك السوريين الذين يكرهون ديمتريوس، مثل القائد العسكري اليهودي يوناثان المكابي. فاز ألكسندر في النهاية بالحرب الأهلية، مما مثل انقلاب دبلوماسي لبطليموس السادس الذي رأى في ديمتريوس منافساً سلوقياً كفؤاً وطموحاً ومعادياً، استُبدل بمنافس انتهازي ممثلاً في بالاس. تزوجت ابنة بطليموس السادس، كليوباترا ثيا، من ألكسندر بالاس كبادرة صداقة.
على أن هذا السلام لم يدم. فقد تآمر ديمتريوس الثاني، ابن ديمتريوس الأول، للإطاحة بالاس، الذي اكتسب سمعة كحاكم ضعيف (سواء كان يستحق ذلك أم لا). استؤنفت الحرب الأهلية، واحتشدت القوات المصرية على الحدود حوالي 147 ق.م.، استعداداً للتدخل في الحرب الأهلية السلوقية. واحتلت جزءاً كبيراً من منطقة سوريا الجوفاء الساحلية، بالتعاون مع حلفاء الإسكندر اليهود الذين توسعوا واستولوا على المزيد من تلال يهودا وداخلها. غيّر بطليموس موقفه بينما كان يتجه شمالاً، وطالب صهره بتسليم رئيس وزرائه بتهم ملفقة على الأرجح. من المفترض أن ديمتريوس الثاني عرض إضفاء الشرعية على الحكم البطلمي لسوريا الجوفاء إذا تحول إلى مساعدة فصيله. سار بطليموس السادس وقتها إلى أنطاكية. هجر ألسكندر المدينة، لأنه لم يعجبه على ما يبدو فرص انتصاره تحت الحصار. أصبح بطليموس السادس يحكم من سوريا نفسها، فيما أصبح ديميتريوس الثاني تابعاً له؛ وتزوجت كليوباترا ثيا من الملك الجديد. قام الموالون لألكسندر بالاس بمهاجة الريف خارج أنطاكية. في النهاية، حشد بطليموس السادس قواته وتوجه التحالف البطلمي مع ديمتريوس الثاني لمواجهة ألكسندر عند نهر قريب حيث وقعت معركة أوينوباراس [الإنجليزية]. هُزم جيش ألكسندر، واضطر إلى الفرار إلى حلفائه الأنباط (العرب)، حيث قُتل على يد اثنين من رجاله. بينما توفي بطليموس السادس متأثراً بجراحه. وهكذا كان المنتصر غير المتوقع هو ديمتريوس الثاني والذي انقلب على حلفائه المصريين السابقين، بعد وفاة الملك البطلمي وتوحيد السلوقيين لفترة وجيزة، وتمكن من إبعاد قوة الاحتلال البطلمي خارج سوريا الجوفاء.